# Reisgegevensrecorder

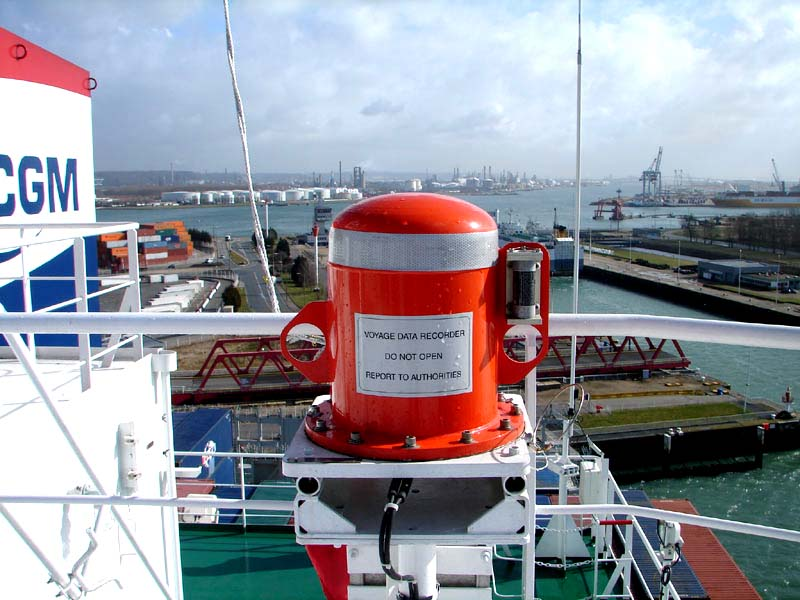
Vaste VDR aan boord van een containerschip

Een reisgegevensrecorder of voyage data recorder (VDR) is een apparaat aan boord van een schip waarmee gegevens over de reis opgeslagen worden, min of meer vergelijkbaar met de flightdatarecorder van vliegtuigen. Een dergelijke recorder moet zich aan boord van een schip bevinden in het kader van het Internationaal Verdrag voor de veiligheid van mensenlevens op zee (SOLAS) van de IMO (IMO Resolutie A.861(20)).

## Eigenschappen
De VDR verzamelt tijdens de vaartocht continu gegevens van een groot aantal sensoren; digitaliseert die en slaat ze op. De opgeslagen informatie bevat onder meer gegevens over de positie, de koers, de snelheid, stand van het roer, toestand van de motor, standen van openingen in het schip (bv. deuren), geluiden vanaf de brug, VHF radiocommunicatie, het commando en de controle van het schip over een periode voorafgaand aan en na een incident en het weer.
De VDR wordt ofwel los op het schip bevestigd zodat het blijft drijven in het geval het schip zinkt, ofwel het is zo bevestigd dat het relatief eenvoudig van het schip kan worden losgemaakt. De eenheid is aan de buitenzijde van het schip gemonteerd en is zeer robuust gemaakt, zodat hij in staat is explosies, vuur, hoge waterdruk (in geval van zinken), heftige druk van buitenaf (in geval van aanvaringen) en sabotage te weerstaan. De VDR moet zodanig ontworpen zijn dat het onmogelijk is om te knoeien met de selectie van de data die worden opgenomen, de data zelf en de opname. Elke poging om in te grijpen in de integriteit van de VDR moet worden geregistreerd.

## Geschiedenis
Het hoofdstuk V (Veiligheid van de scheepvaart) van het SOLAS-verdrag werd in de jaren 1970 voorbereid. Gezien de snelle technologische ontwikkelingen in de jaren 1980-90 moest dit hoofdstuk dringend aangepast worden. Het nieuwe hoofdstuk V werd van kracht op 1 juli 2002. Het omvat een aantal veranderingen en verplichtingen op het punt van elektronische navigatie-instrumenten aan boord van zeeschepen.
De kern van het nieuwe hoofdstuk V wordt gevormd door de voorschriften V 19 en V 20. Voorschrift V 20 richt zich alleen op de reisgegevensrecorder, terwijl alle andere uitrustingseisen betreffende elektronische navigatie-instrumenten in voorschrift V 19 vervat zijn. Voorschrift V 18 bevat algemene bepalingen voor de keuring en prestatienormen van de VDR (V 20) en de andere verplichte uitrustingen (V 19). De invoering van de VDR bij de nieuwe verplichtingen voor de veiligheid van de scheepvaart werd al lang bij de IMO besproken, door verwijzing naar de zogenaamde zwarte dozen die in de luchtvaart al vele jaren van onschatbare waarde zijn.
Na een aantal zware maritieme rampen begon de IMO ook te overwegen om de installatie van soortgelijke technologie aan boord van zeeschepen verplicht te maken. Een VDR valt niet direct onder de categorie elektronische navigatie-instrumenten van voorschrift V 19. Het toestel is vooral bedoeld om relevante informatie te verstrekken na een incident of een ramp.

## Doelstelling
De informatie die in een VDR opgenomen wordt, moet bij een incident beschikbaar worden gesteld aan zowel de administratie van de vlaggenstaat als aan de reder. Men dient deze informatie te gebruiken tijdens een eventueel later onderzoek om de oorzaak van een incident of van een ramp te kunnen identificeren.
Overigens kunnen de opgeslagen gegevens van een VDR ook gebruikt worden voor andere doelen, zoals preventief onderhoud, onderzoek naar het energieverbruik en de lopende kosten van het schip, trainingdoeleinden, etc.